# Gallia Club Paris
Gallia Club Paris was een Franse voetbalclub uit Parijs.
In 1905 werd de club kampioen van Parijs, in die tijd was er nog geen competitie zoals die er nu is maar speelden alle regionale kampioenen tegen elkaar voor de titel. In de eerste ronde won de club van US Servrannaise met 3-1. In de halve finale werd Stade Olympique des Étudiants Toulousains in eigen huis met 0-5 verslagen. De finale in het Parc des Princes op 16 april 1905 was tegen het grote RC Roubaix, pas in de 118e minuut werd er gescoord en Gallia werd kampioen.
Na de Eerste Wereldoorlog nam de club enkele malen deel aan de beker maar kon niet verder geraken dan de achtste finales. Later fusioneerde de club met Stade d'Ivry en werd Gallia Club-Stade d'Ivry. Na de 1/32ste finales van de beker in 1926 verdween de club in de anonimiteit en werd later opgedoekt.

## Erelijst
Kampioen USFSA in 1905
Coupe Manier winnaar in 1904
Coupe Sheriff Dewar winnaar in 1900